# Přebuz
Přebuz (tyska: Frühbuß) är en stad i Tjeckien. Den ligger i regionen Karlovy Vary, i den västra delen av landet. Přebuz ligger 886 meter över havet och antalet invånare är 71.